# Sitovský nápis

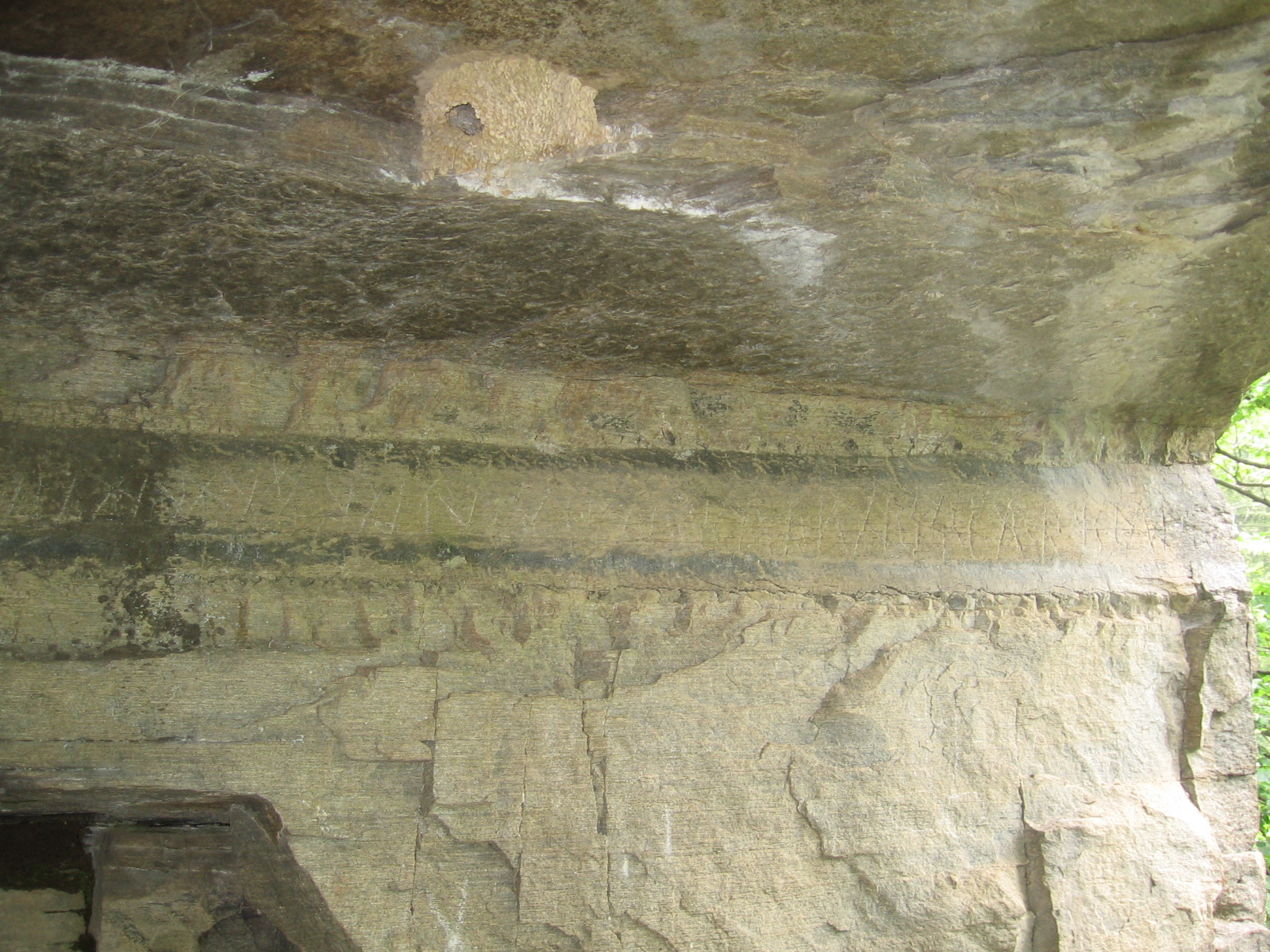
Stav sitovského nápisu v srpnu 2007

Sitovský nápis (též Rodopský autograf) je dosud spolehlivě a vědecky korektně nerozluštěný nápis, zhotovený neznámým písmem v neznámém jazyce a vytvořen neznámo kdy. Byl objeven dřevorubci v květnu 1928 v jeskyni, která se nachází poblíž bulharské vesnice Sitovo v Rodopech (asi 30 km jihojihozápadně od Plovdivu) nedaleko pozůstatků starověkého sídliště a svatyně Študa gradu.

## První pokusy o rozluštění
Jako první zkoumal sitovský nápis archeolog plovdivského muzea Alexandr Kostakijev Pejev (4. květen 1886 – 22. listopad 1943). Konstatoval, že na jižní straně jeskyně (kterou tvoří takřka svislá skála) je přibližně 2 metry od země vytesán ohlazený pás 23–30cm široký a 260cm dlouhý. V tomto pásu jsou vyhloubeny znaky připomínající starogermánské runy. Východní stěnu jeskyně tvoří obrovský kamenný blok, na kterém se nachází další nápis, 23cm vysoký a 80cm dlouhý.
Pejev byl na dlouhou dobu jediným vědcem, který se snažil sitovský nápis rozluštit. V roce 1943 byl odsouzen za odbojovou činnost a zastřelen; ironií bylo, že obžaloba použila Pejevovu fotokopii sitovského nápisu a označila ji jako tajnou zašifrovanou zprávu.
V 50. letech se snažil nápis rozluštit erudovaný lingvista Ivan Gošev z Bulharské akademie věd. Domníval se, že nápis začíná slovy "Já, kníže Rynchinů...". Rynchinové byl jeden z nejjižnějších slovanských kmenů, který v 6. století osídlil právě oblast Rodop. Gošev byl názoru, že Rynchinové vytesali do sitovské jeskyně nějaké důležité poselství dalším generacím.

## Otázka autorství nápisu
Problém dešifrování sitovského nápisu tkví v tom, že stále není jasné, kdo je jeho autorem.
- V úvahu připadali staří Thrákové (někdy kolem přelomu 6. a 5. století př. n. l. se u nich na krátkou dobu objevilo vlastní písmo založené na řecké alfabetě, sitovská písmena jsou ale odlišná).
- Dalšími adepty autorství jsou kočovné kmeny severního Černomoří (Kimmeriové, Skythové, Sarmati a jejich potomci Alané), které se v průběhu 9. až 7. století př. n. l. převalily přes Balkán do Malé Asie. Sarmati měli své (nám neznámé) slabičné písmo, později překryté alanským.
- V úvahu byla brána i výprava perského krále Dareia I. proti Skythům v letech 513/512 př. n. l. V jeho vojsku táhla pestrá směsice gramotných kmenů a národů, není tedy vyloučeno, že některý menší vládce z Dareiova vojska nechal v sitovské jeskyni vytesat oslavný nápis.
- Z podobnosti sitovských písmen severským runám se také myslelo na Kelty, o kterých se bez jakýchkoliv bližších důkazů předpokládalo, že by runové písmo mohli používat. Keltské kmeny se při své expanzi ze západní Evropy dostaly v letech 359/358 př. n. l. i do Thrácké nížiny, kde vyvrátili thrácký (odryský) stát a vytvořili vlastní se sídlem v dnešním Jambolu. Sitovský nápis mohli v Rodopech zanechat oni.
- Ve 4. až 5. století se vlivem stěhování národů na Balkáně objevily i samotné germánské kmeny, především Gótové. Je možné, že z toho důvodu sitovský nápis ze všeho nejvíce připomíná germánské runy.
- Za poslední možné autory sitovského nápisu lze považovat slovanské kmeny, které se – počínaje polovinou 6. století – začaly usazovat na balkánském poloostrově a pronikly dokonce až na Peloponnésos. O těchto Slovanech napsal na přelomu 9. a 10. století bulharský mnich Černorizec Chrabr ve svém traktátu O písmenech:

„Slované dřív, pokud byli pohany, neměli písma, ale počítali a věštili črtami a zářezy.“ 
- Vyskytly se i extrémně skeptické názory, že se v případě sitovského nápisu jedná o výtvor, který nemá s písmem nic společného.

## Současný stav dešifrování
V současné době[kdy?] jsou známa tři rozluštění sitovského nápisu. Nejsou vědecky ověřena a kriticky korigována, luštitelé se jimi pohříchu snažili podepřít teze o starobylosti svých vlastních jazyků.
Jako první publikoval rozluštění sitovského nápisu v roce 1973 jazykovědec A. Titov z AV SSSR. Vyšel z varianty autorství Slovanů, všiml si podobných znaků na podlaze chrámu Boží moudrosti v Istanbulu (ty jsou ale v současnosti přisuzovány působení varjažské gardy byzantského císaře) a prozkoumal staroslovanské nápisy na náhrobku bulharského cara Samuela I. (993) a na tzv. tmutarakáňském kameni knížete Gleba (1068), který byl v roce 1792 nalezen na Tamaňském poloostrově. Předpokladem, že písmena sitovského nápisu připomínající řecké litery A, K, L a S jimi skutečně jsou a kombinací ostatních liter dospěl Titov k této interpretaci:
„[Roku] 6050 učil jazyku a psaní starobylých liter kníže Jelanija z Veslanidu.“
Rozluštěním sitovského nápisu se Titov domníval podat důkaz, že staří Slované měli již v 6. století vlastní písmo jehož základem byla řecká abeceda, značně pozměněná a přizpůsobená místním podmínkám.
Další rozluštění zveřejnil v roce 1995 makedonský architekt a historik-diletant Vasil Iljov, který se specializuje na dokazování primátu makedonského národa a makedonského jazyka v dějinách.
Sitovský nápis datoval přibližně do roku 4500 př. n. l., tedy do období balkánských neolitických kultur Vinča-Turdaş-Gradešnica. Přestože známe (ideogramatické) písmo datované s jistou pravděpodobností ještě o tisíc let zpět do minulosti (na třech hliněných tabulkách nalezených v 1961 na rumunské lokalitě Tărtăria), Iljovův předpoklad slovanského staromakedonského jazyka z doby před 6000 lety je historicky zcela nekorektní. Iljov dokonce ani neznal předchozí Titovovu interpretaci; jeho pokus o dešifrování zní takto:
„A tchán utekl a v tom letu ho pronásledovaly hrůzy a tam dům žalmu a na opékání jsi host kachen – jdi, sni!“
Závažné chyby Iljovovy hypotézy se pokusil v roce 2006 korigovat holandský slavista bulharského
původu Pavel Serafimov. Upozornil na to, že slovo žalm není slovanského ale řeckého původu, a také na některé analytické gramatické konstrukce, které jsou v makedonštině možné až zhruba od 16. století. Serafimov četl nápis v opačném směru než Iljov a interpretoval ho takto:
„Zemřelý, který [byl] v zemi, odešel do nebes oplakáván oběma [svými] syny.“
Opět předpokládal, že nápis je psaný slovanským jazykem a podle jistých podobností jeho liter s fryžskou abecedou jej datoval do 13. století př. n. l., tedy do doby před invazí mořských národů z oblasti Balkánu do Malé Asie, na pobřeží Levanty a Egypta.